# Alice Coatti
Alice Coatti (née le 4 mars 1989 à Turin) est une joueuse italienne de volley-ball. Elle mesure 1,78 m et joue au poste de attaquante.

## Clubs
| Club                         | Pays   | De        | À         |
| ---------------------------- | ------ | --------- | --------- |
| Unionvolley                  | Italie | 2002-2003 | 2007-2008 |
| Asti Volley                  | Italie | 2008-2009 | 2010-2011 |
| Cuatto Volley Giaveno        | Italie | 2011-2012 | 2011-2012 |
| Pallavolo Pinerolo           | Italie | 2012-2013 | 2012-2013 |
| Orizzonte Volley             | Italie | 2013-2014 | 2013-2014 |
| Saugella Team Monza          | Italie | 2014-2015 | 2014-2015 |
| Florens Re Marcello Vigevano | Italie | 2015-2016 | 2015-2016 |
| Pallavolo Acqui Terme        | Italie | 2016-2017 | 2016-2017 |
| Labormet Lingotto            | Italie | 2017-2018 | 2017-2018 |